# اندیس درگیابان۱
درگیابان۱ یک اندیس فلزی است که در حوالی شهر میر جاوه استان سیستان و بلوچستان قرار دارد و مادهٔ معدنی موجود در آن، طلا است.  